# Heidemannia
Heidemannia is een geslacht van wantsen uit de familie van de Miridae (blindwantsen). Het geslacht werd voor het eerst wetenschappelijk beschreven door Philip Reese Uhler in 1891.

## Soorten
Het genus is monotypisch en bevat alleen de volgende soort:

- Heidemannia cixiiformis Uhler, 1891